# استولاس
استولاس (به لاتین: Stolac) یک منطقهٔ مسکونی در بوسنی و هرزگوین است که در Stolac Municipality واقع شده‌است. استولاس ۳۳۱ کیلومتر مربع مساحت و ۱۴٬۸۸۹ نفر جمعیت دارد.